# Мария Луиза Карлота Пармская
Принцесса Мария Луиза Карлота Пармская (2 октября 1802, Барселона — 18 марта 1857, Рим) — принцесса Пармская, в браке — наследная принцесса Саксонии.

## Биография
Принцесса родилась в Барселоне. Она была дочерью единственного короля Этрурии Людвига и его супруги Марии Луизы Испанской. Она появилась на свет как раз в те дни, когда проходили торжества по случаю женитьбы принца Аструйского Фердинанда, будущего короля Фердинанда VII и Марии Антонии Бурбон-Сицилийской. Принцесса была названа в честь своей умершей тёти Марии Луизы Карлоты. Роды проходили тяжело, и врачи боялись за жизнь матери и ребёнка.
Принцесса сочеталась браком с наследным принцем Саксонским Максимилианом 15 ноября 1825 года. Она стала его второй женой, после смерти Каролины Пармской в 1804 году. Невеста была младше жениха на сорок три года, детей у них не было. Максимилиан отказался от своих прав на престол в 1830 году в пользу сына. Он умер в 1838 году. Позже она вышла замуж за дворянина, графа Фердинанда фон Росси, который умер в 1854 году. В третий раз она вышла замуж за графа Джованни Вимерсати. Принцесса умерла в 1857 году в возрасте 54 лет.

### Титулы
- С 2 октября 1802 года по 15 ноября 1825 года — Её Королевское Высочество Принцесса Пармская
- С 15 ноября 1825 года по 18 марта 1857 года — Её Королевское Высочество Кронпринцесса Саксонская